# Glasir
Nella mitologia norrena, il Glasir è un albero luccicante o un bosco sacro, viene descritto con delle foglie d'oro situato ad Asgard, al di fuori dalle porte del Valhalla. Esso viene attestato nella Edda in prosa, nel libro Skáldskaparmál del XIII°secolo in cui riceve tre citazioni, la prima riguarda il luogo di dove è posizionato. Nella Edda poetica appare come Glasislundr nel poema Helgakviða Hjörvarðssonar.

## Testimonianze
Nel poema Helgakviða Hjörvarðssonar della Edda poetica, inizia con il Glasislundr, la quale un uccello parlante offrì i suoi servigi in cambio di un sacrificio del principe Atli Fránmarsson.
Nel 32º capitolo del libro Skáldskaparmál, facente parte della Edda in prosa, ci vengono forniti dei significati poetici riferendosi all'oro, viene inoltre incluso il fogliame del Glasir. Mentre nel 34º capitolo, ci viene posta la seguente domanda: perché l'oro viene chiamato fogliame o foglie del Glasir?. In risposta, il Glasir viene descritto davanti alle porte della sala del Valhalla, con tutto il suo rossiccio fogliame dorato.
Il Glasir ci viene dunque descritto come l'albero più bello tra gli dei e gli uomini. In un frammento recuperato dal poema scaldico Bjarkamál, nel 45º capitolo il Glasir viene nuovamente elencato come una frase poetica convenzionale tra l'oro e il fogliame incandescente del Glasir.